# Discografia dei Big Bang
La discografia dei Big Bang, gruppo musicale sudcoreano, è formata da 8 album in studio, 10 album dal vivo, 8 raccolte, 8 EP e 35 singoli.
Il debutto del gruppo ebbe un discreto successo, con il loro primo album che registrava vendite di oltre 150 000 copie. Il successo del gruppo fu Lies dal loro primo EP Always (2007), che raggiunse la classifica Melon per sei settimane.
Il gruppo debutta nel mercato giapponese con il loro primo EP in lingua giapponese For the World (2008), Hanno pubblicato la canzone Lollipop con le 2NE1 nel 2009 per promuovere il telefono Lollipop di LG Cyon. La canzone ha superato diverse classifiche online ed è diventata un successo virale. Tonight (2011) è stata la prima uscita in Corea del Sud dopo due anni di pausa in gruppo. Con Alive (2012) sono diventati i primi artista coreani con un album in lingua coreana a classificare sulla Billboard 200. Il singolo principale, Blue, ha superato tutte le principali classifiche nazionali. Dopo una pausa di tre anni, i Big Bang sono tornati nel 2015 pubblicando "progetti singoli" dal loro album Made (2016): M, A, D ed E.

## Album in studio
| Anno                                                                                          | Titolo | Posizione massima | Posizione massima | Posizione massima | Vendite                                   | Certificazioni |
| Anno                                                                                          | Titolo | KOR               | JPN               | US                | Vendite                                   | Certificazioni |
| --------------------------------------------------------------------------------------------- | --- | ----------------- | ----------------- | ----------------- | ----------------------------------------- | -------------- |
| 2006                                                                                          | Bigbang Vol. 1 - Pubblicato: 21 dicembre 2006 - Etichetta: YG Entertainment - Formati: CD, download digitale | 3                 | —                 | —                 | - KOR: 157.186                            |                |
| 2008                                                                                          | Number 1 - Pubblicato: 22 ottobre 2008 - Etichetta: YGEX - Formati: CD, download digitale                    | —                 | 13                | —                 | N.D.                                      |                |
| 2008                                                                                          | Remember - Pubblicato: 5 novembre 2008 - Etichetta: YG Entertainment - Formati: CD, download digitale        | 5                 | —                 | —                 | - KOR: 337.920                            |                |
| 2009                                                                                          | Big Bang - Pubblicato: 18 agosto 2009 - Etichetta: Universal Music Japan - Formati: CD, download digitale    | —                 | 3                 | —                 | - JPN: 67.285                             | - RIAJ: Oro    |
| 2011                                                                                          | Big Bang 2 - Pubblicato: 11 maggio 2011 - Etichetta: Universal Music Japan - Formati: CD, download digitale  | —                 | 1                 | —                 | - JPN: 98.854                             | - RIAJ: Oro    |
| 2012                                                                                          | Alive - Pubblicato: 28 marzo 2012 - Etichetta: YGEX - Formati: CD, download digitale                         | —                 | 3                 | —                 | - JPN: 217.000                            | - RIAJ: Oro    |
| 2016                                                                                          | Made Series - Pubblicato: 3 febbraio 2016 - Etichetta: YGEX Formati: CD, download digitale                   | —                 | 1                 | —                 | - JPN: 202.600                            | - RIAJ: Oro    |
| 2016                                                                                          | Made - Pubblicato: 12 dicembre 2016 - Etichetta: YG Entertainment - Formati: CD, download digitale           | 1                 | 1                 | 172               | - KOR: 259.779 - US: 4.000 - JPN: 138.203 | - RIAJ: Oro    |
| "—" indica che l'opera non si è classificata o che non è stata pubblicata in quel territorio. | |                   |                   |                   |                                           |                |

## Box set
| Anno | Titolo | Note |
| ---- | --- | --- |
| 2016 | BIGBANG10 The Vinyl LP: Limited Edition - Pubblicato: 13 marzo 2016 - Etichetta: YG Entertainment - Formati: disco fonografico | Un cofanetto distribuito esclusivamente dalla YG Entertainment. Consiste in vinile di 12 canzoni del gruppo Big Bang, poster di opere d'arte visiva dei membri, 4 libri d'archivio sull'immagine del gruppo, la moda, l'album e la mostra. |
| 2016 | BIGBANG10 The Collection – 'A to Z' - Pubblicato: 25 ottobre 2016 - Etichetta: YG Entertainment - Formati: photobook           | Il cofanetto contiene un nuovo servizio fotografico da marzo 2016 a giugno 2016 del gruppo, Eco bag e un film che mostra la realizzazione del photobook del gruppo.                                                                        |

## Raccolte
| Anno                                                                                          | Titolo | Posizione massima | Vendite                  | Certificazioni |
| Anno                                                                                          | Titolo | JPN               | Vendite                  | Certificazioni |
| --------------------------------------------------------------------------------------------- | --- | ----------------- | ------------------------ | -------------- |
| 2009                                                                                          | Asia Best 2006–2009 - Pubblicato: 19 agosto 2009 - Etichetta: YG Entertainment - Formati: CD, download digitale | 20                | N.D.                     | N.D.           |
| 2011                                                                                          | The Ultimate -International Best- - Pubblicato: 25 maggio 2011 - Etichetta: YG                                  | 7                 | N.D.                     | N.D.           |
| 2011                                                                                          | The Best of Big Bang - Pubblicato: 14 dicembre 2011 - Etichetta: YGEX                                           | 2                 | - JPN: 100.000           | - RIAJ: Oro    |
| 2012                                                                                          | BIGBANG The Non Stop MIX - Pubblicato: 4 aprile 2012 - Etichetta: YGEX                                          | 31                | N.D.                     | N.D.           |
| 2012                                                                                          | BIGBANG Best Selection - Pubblicato: 6 giugno 2012 - Etichetta: YGEX                                            | 47                | - JPN: 779               | N.D.           |
| 2013                                                                                          | BIGBANG Non Stop Mega Mix mixed by DJ WILDPARTY - Pubblicato: 18 dicembre 2013 - Etichetta: YGEX                | 85                | N.D.                     | N.D.           |
| 2014                                                                                          | The Best of Big Bang 2006–2014 - Pubblicato: 26 novembre 2014 - Etichetta: YGEX                                 | 1                 | - JPN: 223.690 (al 2018) | - RIAJ: Oro    |
| 2015                                                                                          | Best Selection Hi Quality CD - Pubblicato: 17 ottobre 2015 - Etichetta: Universal Music                         | 169               | N.D.                     | N.D.           |
| "—" indica che l'opera non si è classificata o che non è stata pubblicata in quel territorio. | |                   |                          |                |

## Extended play
| Anno                                                                                          | Titolo | Posizione massima | Posizione massima | Posizione massima | Vendite                      |
| Anno                                                                                          | Titolo | KOR               | JPN               | US                | Vendite                      |
| --------------------------------------------------------------------------------------------- | --- | ----------------- | ----------------- | ----------------- | ---------------------------- |
| 2007                                                                                          | Always - Pubblicato: 16 agosto 2007 - Etichetta: YG Entertainment - Formati: CD, download digitale                         | 11                | —                 | —                 | - KOR: 122.736               |
| 2007                                                                                          | Hot Issue - Pubblicato: 22 novembre 2007 - Etichetta: YG Entertainment - Formati: CD, download digitale                    | 8                 | —                 | —                 | - KOR: 123.384               |
| 2008                                                                                          | For the World - Pubblicato: 4 gennaio 2008 - Etichetta: YGEX - Formati: CD, download digitale                              | —                 | 53                | —                 |                              |
| 2008                                                                                          | With U - Pubblicato: 28 maggio 2008 - Etichetta: YGEX - Formati: CD, download digitale                                     | —                 | 45                | —                 |                              |
| 2008                                                                                          | Stand Up - Pubblicato: 8 agosto 2008 - Etichetta: YG Entertainment - Formati: CD, download digitale                        | 9                 | —                 | —                 | - KOR: 177.662               |
| 2011                                                                                          | Tonight - Pubblicato: 24 febbraio 2011 - Etichetta: YG Entertainment - Formati: CD, download digitale                      | 1                 | 10                | —                 | - KOR: 149.168 - JPN: 57.000 |
| 2012                                                                                          | Alive - Pubblicato: 29 febbraio 2012 - Etichetta: YG Entertainment - Formati: CD, download digitale                        | 1                 | 6                 | 150               | - KOR: 278.651 - US: 4.100   |
| 2012                                                                                          | Special Final in Dome Memorial Collection - Pubblicato: 5 dicembre 2012 - Etichetta: YGEX - Formati: CD, download digitale | —                 | 6                 | —                 |                              |
| "—" indica che l'opera non si è classificata o che non è stata pubblicata in quel territorio. | |                   |                   |                   |                              |

## Riedizioni
| Anno | Titolo                                                                             | Posizione massima | Vendite        |
| Anno | Titolo                                                                             | KOR               | Vendite        |
| ---- | ---------------------------------------------------------------------------------- | ----------------- | -------------- |
| 2011 | Big Bang Special Edition - Pubblicato: 8 aprile 2011 - Etichetta: YG Entertainment | 1                 | - KOR: 98.906  |
| 2012 | Still Alive - Pubblicato: 3 giugno 2012 - Etichetta: YG Entertainment              | 1                 | - KOR: 172.855 |

## Singoli
| Anno | Titolo                           | Posizione massima | Posizione massima | Album          |
| Anno | Titolo                           | KOR               | JPN               | Album          |
| ---- | -------------------------------- | ----------------- | ----------------- | -------------- |
| 2006 | We Belong Together               | —                 | —                 | Big Bang Vol.1 |
| 2006 | La La La                         | —                 | —                 | Big Bang Vol.1 |
| 2006 | Big Bang 03                      | —                 | —                 | Big Bang Vol.1 |
| 2008 | Stylish (The FILA)               | —                 | 15                | —              |
| 2009 | Lollipop (con 2NE1)              | —                 | 1                 | 2NE1           |
| 2009 | My Heaven                        | 3                 | 81                | BIG BANG       |
| 2009 | Gara Gara Go! (?, ガラガラ Go!!) | 5                 | 21                | BIG BANG       |
| 2009 | Koe o Kikasete (?, 声をきかせて) | 4                 | 96                | Big Bang 2     |
| 2010 | Lollipop Pt. 2                   | —                 | 1                 | —              |
| 2010 | Tell Me Goodbye                  | 5                 | 1                 | Big Bang 2     |
| 2010 | Beautiful Hangover               | 7                 | 1                 | Big Bang 2     |

### Singoli promozionali
| Anno | Singolo                     | Posizione massima | Album          |
| Anno | Singolo                     | KOR               | Album          |
| ---- | --------------------------- | ----------------- | -------------- |
| 2006 | La La La                    | —                 | BIG BANG Vol.1 |
| 2007 | Lies (거짓말)               | 1                 | Always         |
| 2007 | Last Farewell (마지막 인사) | 1                 | Hot Issue      |
| 2008 | How Gee (하우지)            | 35                | For the World  |
| 2008 | With U                      | 139               | With U         |
| 2008 | Haru Haru (하루 하루)       | 1                 | Stand Up       |
| 2008 | Heaven                      | 2                 | Stand Up       |
| 2008 | Oh My Friend                | 9                 | Stand Up       |
| 2008 | A Good Man                  | 12                | Stand Up       |
| 2008 | Lady                        | 16                | Stand Up       |
| 2008 | Number 1                    | 90                | Number 1       |
| 2008 | Sunset Glow (붉은 노을)     | 1                 | Remember       |
| 2009 | Strong Baby (Seungri solo)  | 2                 | Remember       |
| 2011 | Tonight                     | 1                 | Tonight        |
| 2011 | Stupid Liar                 | 2                 | Tonight        |
| 2011 | Love Song                   | 1                 | Tonight        |

## Altri brani musicali entrati in classifica
| Titolo                                     | Anno | Posizione massima | Vendite                    | Album di provenienza          |
| Titolo                                     | Anno | KOR               | Vendite                    | Album di provenienza          |
| ------------------------------------------ | ---- | ----------------- | -------------------------- | ----------------------------- |
| "Cafe"                                     | 2011 | 2                 | - KOR: 1.563.637           | Tonight                       |
| "What Is Right"                            | 2011 | 3                 | - KOR: 1.310.288           | Tonight                       |
| "Somebody to Love"                         | 2011 | 5                 | - KOR: 963.732             | Tonight                       |
| "Hands Up"                                 | 2011 | 7                 | - KOR: 828,404             | Tonight                       |
| "Intro (Thank You & You)"                  | 2011 | 20                | - KOR: 110.148             | Tonight                       |
| "Stupid Liar"                              | 2011 | 2                 | - KOR: 1.275.166           | Big Bang Special Edition      |
| "Baby Don't Cry" (Assolo di Kang Dae-sung) | 2011 | 3                 | - KOR: 368,679             | Big Bang Special Edition      |
| "Intro (Alive)"                            | 2012 | 18                | - KOR: 593.718             | Alive                         |
| "Love Dust"                                | 2012 | 3                 | - KOR: 1.892.834           | Alive                         |
| "Ain't No Fun"                             | 2012 | 6                 | - KOR: 1.371.815           | Alive                         |
| "Wings" (assolo di Kang Dae-sung)          | 2012 | 8                 | - KOR: 1.096.474           | Alive                         |
| "Still Alive"                              | 2012 | 3                 | - KOR: 1.349.551           | Still Alive – Special Edition |
| "Ego"                                      | 2012 | 4                 | - KOR: 876.736             | Still Alive – Special Edition |
| "Feeling"                                  | 2012 | 5                 | - KOR: 727.415             | Still Alive – Special Edition |
| "Bingeul Bingeul"                          | 2012 | 6                 | - KOR: 752.952             | Still Alive – Special Edition |
| "Girlfriend"                               | 2016 | 3                 | - KOR: 548.948 - US: 3.000 | Made                          |

## Album dal vivo
| Anno                                                                                          | Titolo | Posizione massima | Posizione massima | Vendite       |
| Anno                                                                                          | Titolo | KOR               | JPN               | Vendite       |
| --------------------------------------------------------------------------------------------- | --- | ----------------- | ----------------- | ------------- |
| 2007                                                                                          | First Live Concert: The Real - Pubblicato: 8 febbraio 2007 - Etichetta: YG - Formato: CD, download digitale                       | *                 | —                 | - KOR: 26.787 |
| 2008                                                                                          | Second Live Concert: The Great - Pubblicato: 29 febbraio 2008 - Etichetta: YG - Formato: CD, download digitale                    | *                 | —                 | N.D.          |
| 2009                                                                                          | 2009 Big Show - Pubblicato: 22 aprile 2009 - Etichetta: YG - Formato: CD, download digitale                                       | *                 | 5                 | N.D.          |
| 2010                                                                                          | 2010 Big Show - Pubblicato: 19 agosto 2010 - Etichetta: YG - Formato: CD, download digitale                                       | 1                 | 2                 | - KOR: 36.164 |
| 2011                                                                                          | 2011 Big Show - Pubblicato: 17 giugno 2011 - Etichetta: YG - Formato: CD, download digitale                                       | 1                 | 2                 | - KOR: 28.543 |
| 2013                                                                                          | Alive Tour 2012: Live in Seoul - Pubblicato: 10 gennaio 2013 - Etichetta: YG - Formato: CD, download digitale                     | 2                 | —                 | - KOR: 19.390 |
| 2013                                                                                          | Alive Galaxy Tour 2013: The Final in Seoul - Pubblicato: 30 maggio 2013 - Etichetta: YG - Formato: CD, download digitale          | 1                 | —                 | - KOR: 19.731 |
| 2014                                                                                          | 2014 Big Bang +α In Seoul - Pubblicato: 28 maggio 2014 - Etichetta: YG - Formato: CD, download digitale                           | 16                | —                 | - KOR: 11.001 |
| 2016                                                                                          | 2016 Big Bang World Tour [MADE] Final in Seoul Live - Pubblicato: 3 giugno 2016 - Etichetta: YG - Formato: CD, download digitale  | 6                 | —                 | - KOR: 15.102 |
| 2017                                                                                          | Big Bang 10 The Concert 0.TO.10 Final In Seoul Live - Pubblicato: 25 maggio 2017 - Etichetta: YG - Formato: CD, download digitale | —                 | —                 | N.D.          |
| "—" indica che l'opera non si è classificata o che non è stata pubblicata in quel territorio. | |                   |                   |               |

## Video musicali
| Anno | Titolo                   | Album            | Registra/i           |
| ---- | ------------------------ | ---------------- | -------------------- |
| 2006 | "We Belong Together"     | BIGBANG          | N.D.                 |
| 2006 | "A Fool's Only Tears"    | BIGBANG          | N.D.                 |
| 2006 | "This Love"              | BIGBANG          | N.D.                 |
| 2006 | "La-La-La"               | Bigbang is V.I.P | N.D.                 |
| 2006 | "Ma Girl"                | Bigbang is V.I.P | N.D.                 |
| 2006 | "Forever With U"         | Big Bang 03      | N.D.                 |
| 2006 | "Good-bye Baby"          | Big Bang 03      | N.D.                 |
| 2006 | "Dirty Cash"             | Bigbang Vol. 1   | N.D.                 |
| 2007 | "Lies"                   | Always           | Cha Eun-taek         |
| 2007 | "Always"                 | Always           | N.D.                 |
| 2007 | "Last Farewell"          | Hot Issue        | N.D.                 |
| 2008 | "Haru Haru"              | Stand Up         | N.D.                 |
| 2008 | "My Heaven"              | Stand Up         | N.D.                 |
| 2008 | "Oh My Friend"           | Stand Up         | N.D.                 |
| 2008 | "Number 1"               | Number 1         | N.D.                 |
| 2008 | "With U"                 | Number 1         | N.D.                 |
| 2008 | "How Gee"                | Number 1         | N.D.                 |
| 2008 | "Sunset Glow"            | Remember         | N.D.                 |
| 2009 | "Gara Gara Go!"          | Big Bang         | N.D.                 |
| 2009 | "Koe o Kikasete"         | Big Bang 2       | Yong Ih              |
| 2010 | "Lollipop Pt. 2"         | Digital single   | N.D.                 |
| 2010 | "Tell Me Goodbye"        | Big Bang 2       | N.D.                 |
| 2010 | "Beautiful Hangover"     | Big Bang 2       | Yong Ih              |
| 2011 | "Tonight"                | Tonight          | N.D.                 |
| 2011 | "Love Song"              | Tonight          | Han Sa-min           |
| 2011 | "The North Face"         | N.D.             | N.D.                 |
| 2012 | "Blue"                   | Alive            | Han Sa-min           |
| 2012 | "Fantastic Baby"         | Alive            | Seo Hyun-seung       |
| 2012 | "Bad Boy"                | Alive            | Han Sa-min           |
| 2012 | "Monster"                | Still Alive      | Han Sa-min           |
| 2015 | "Loser"                  | Made             | Han Sa-min           |
| 2015 | "Bae Bae"                | Made             | Seo Hyun-seung       |
| 2015 | "Bang Bang Bang"         | Made             | Seo Hyun-seung       |
| 2015 | "We Like 2 Party"        | Made             | Han Sa-min, Big Bang |
| 2015 | "Sober"                  | Made             | Han Sa-min           |
| 2015 | "Let's Not Fall In Love" | Made             | Han Sa-min           |
| 2015 | "Zutter"                 | Made             | Seo Hyun-seung       |
| 2016 | "Fxxk It"                | Made             | Seo Hyun-seung       |
| 2016 | "Last Dance"             | Made             | Han Sa-min           |